# شركة نقل المناطق الشمالية

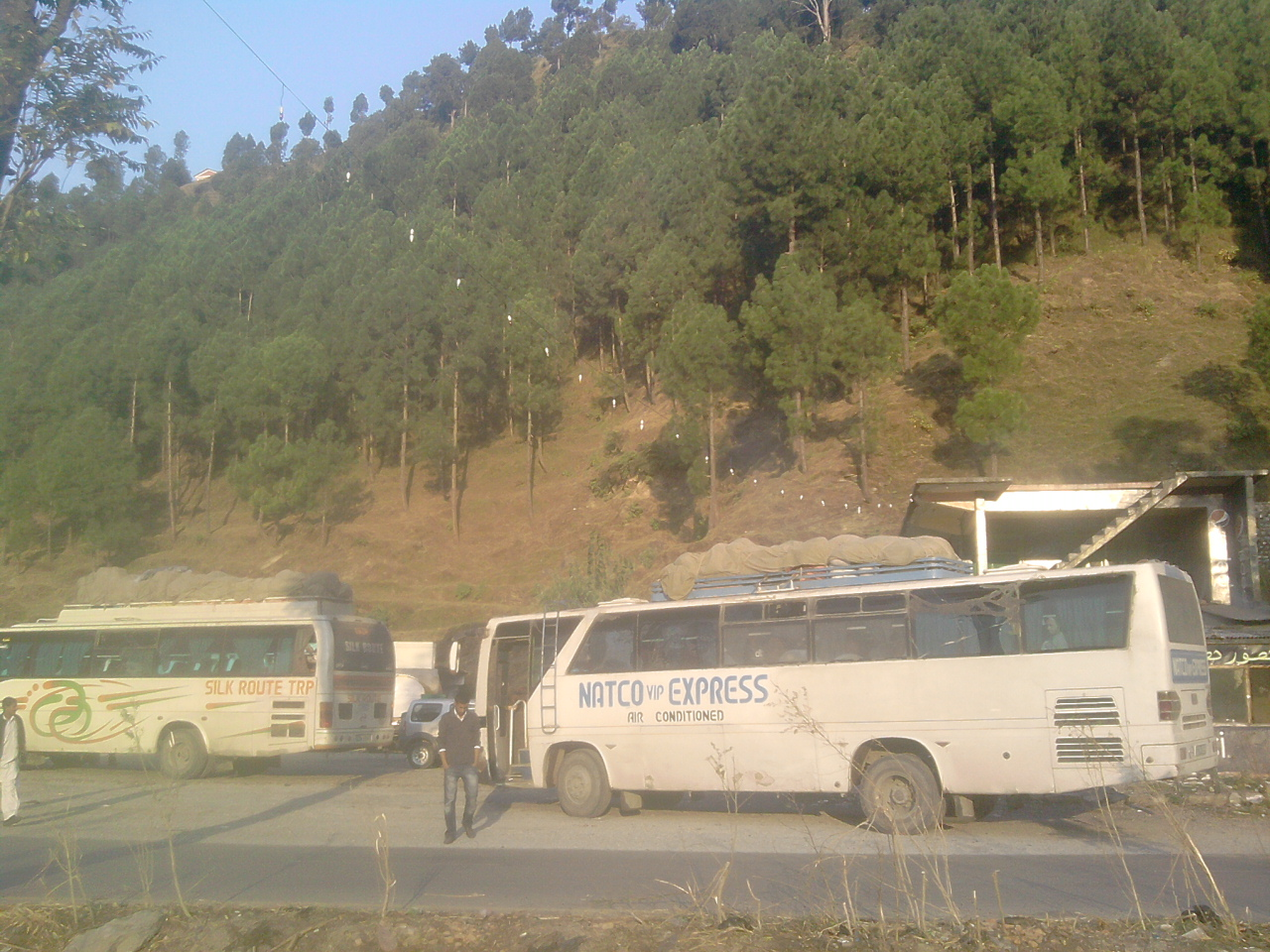
حافلة في بالاكوت، مانسيهرا

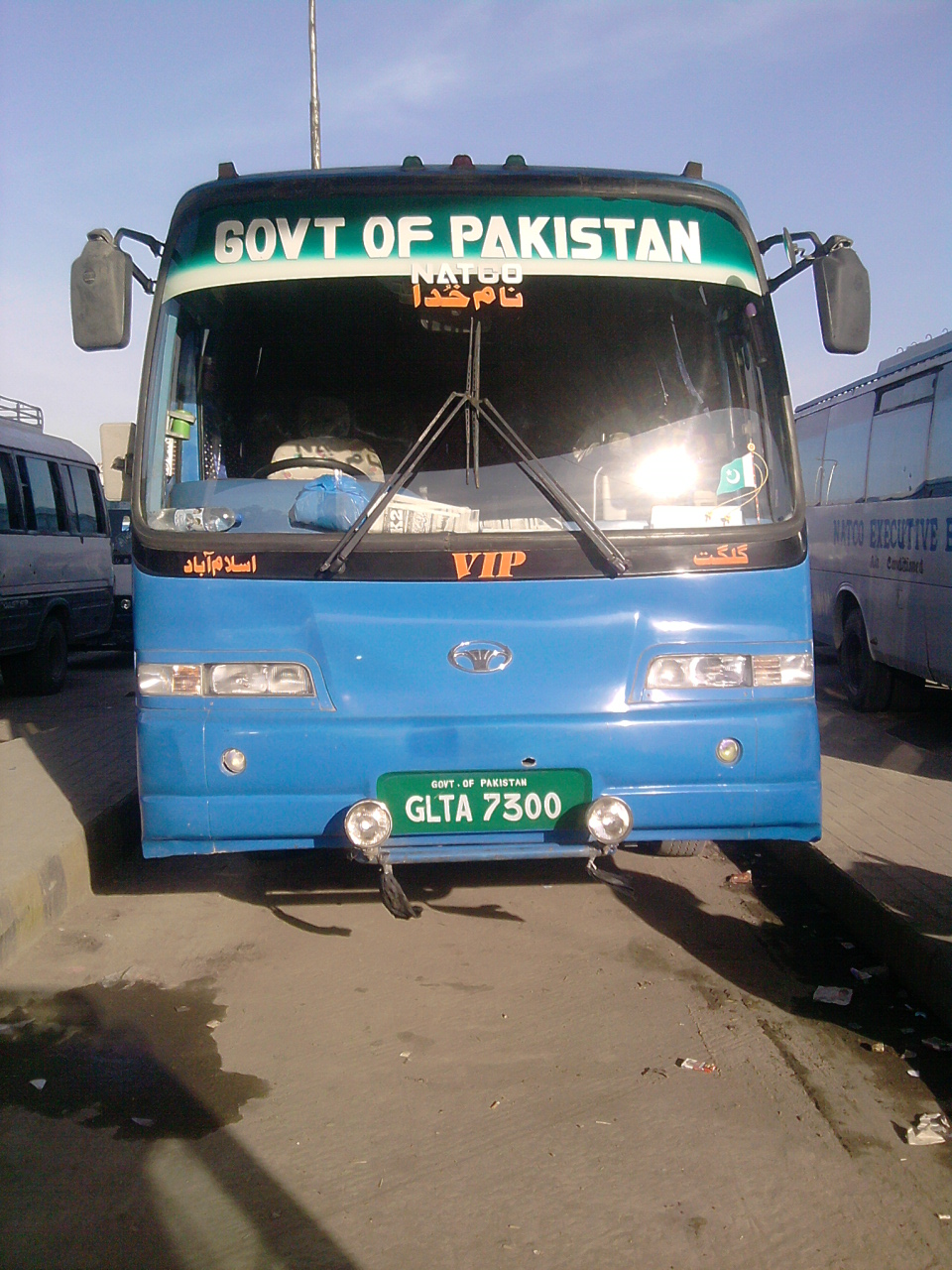
حافلة في موقف في راولبندي

شركة النقل المناطق الشمالية (بالأردوية: ٹرانسپورٹ کارپوریشن برائے شمالی علاقہ جات)‏ هي أكبر شركة نقل في غلغت-بلتستان الباكستانية وطريق قراقرم السريع، في جميع أنحاء المناطق الشمالية. تقدم الشركة خدماتها من راولبندي إلى كراتشي يوميًا طوال العقد الماضي.
تعمل الشركة تحت إشراف وزارة شؤون كشمير وغلغت-بلتستان. 
تقدم الشركة خدمة طرق للركاب بين إسلام أباد وغلغت وسوست (بالقرب من الحدود الصينية). هناك خدمة طرق للركاب بين طشقورجان ومدينتي سوست وغلغت الباكستانية. بدأت خدمة الطرق بين كاشغر وغلغت (عبر طشقورجان وسوست) في صيف عام 2006. ومع ذلك، فإن المعبر الحدودي بين الصين وباكستان عند ممر خونجراب (أعلى حدود في العالم) مفتوح فقط بين 1 مايو و31 ديسمبر حيث يتم إغلاق الطرق بسبب الثلوج خلال فصل الشتاء.
في 30 نوفمبر 2006، بدأت الشركة خدمة حافلات سريعة بدون توقف من إسلام أباد إلى غلغت. 
في 20 أبريل 2015 احتفلت الشركة بعيدها الحادي والأربعين في المكتب الرئيسي بغلغت.